# Departament Bezpieczeństwa Krajowego Stanów Zjednoczonych
Departament Bezpieczeństwa Krajowego (ang. Department of Homeland Security, skrót. DHS) – jeden z 15 departamentów rządu Stanów Zjednoczonych odpowiedzialny za bezpieczeństwo wewnętrzne Stanów Zjednoczonych, utworzony po zamachach terrorystycznych z 11 września 2001 roku na World Trade Center i Pentagon.
Na czele departamentu stoi sekretarz bezpieczeństwa krajowego, który jest członkiem gabinetu prezydenta. Resort stanowi odpowiednik ministerstwa spraw wewnętrznych w innych państwach. Do jego głównych zadań należy antyterroryzm, bezpieczeństwo granic, kontrola imigracyjna i celna, cyberbezpieczeństwo oraz zarządzanie kryzysowe. Podlegające mu instytucje zatrudniają łącznie ponad 240 tys. osób, co czyni DHS trzecim największym resortem w amerykańskim rządzie, zaraz po Departamencie Obrony i Departamencie Spraw Weteranów.

## Utworzenie DHS
Głównym powodem utworzenia DHS, oprócz ataków terrorystycznych, szczególnie tych z 11 września 2001, był brak koordynacji między agencjami wywiadowczymi i bezpieczeństwa, tj. CIA, NSA, FBI. Podobnie brakowało jednolitego dowództwa podczas łączonych operacji z udziałem departamentów policji stanowej i policji miejskiej, a także straży granicznej Stanów Zjednoczonych. Utrudniało to sprawny przekaz ważnych informacji do odpowiednich instytucji rządowych. Departament Bezpieczeństwa Krajowego został powołany na mocy rozporządzenia wykonawczego 13228 (EO 13228) przez prezydenta USA, George'a W. Busha, dnia 8 października 2001 roku.

## Zadania DHS
Głównymi zadaniami Departamentu Bezpieczeństwa Wewnętrznego są m.in.:
- zapobieganie atakom terrorystycznym na terytorium Stanów Zjednoczonych;
- zabezpieczanie granic Stanów Zjednoczonych
- ochrona cyberprzestrzeni oraz infrastruktury krytycznej

DHS ponosi także odpowiedzialność za przeprowadzanie śledztw i osądzanie osób odpowiedzialnych za ataki terrorystyczne na terenie Stanów Zjednoczonych. W niektórych przypadkach sprawy te przechodzą częściowo pod działania lokalnych władz policyjnych, np. policji stanowej, a jeżeli dotyczą wielu stanów, wchodzą pod kompetencje FBI.

## Kierownictwo DHS
Na czele Departamentu Bezpieczeństwa Krajowego stoi sekretarz mianowany przez Prezydenta za zgodą Senatu. Zgodnie z „Ustawą o bezpieczeństwie wewnętrznym kraju z 2002 roku” o utworzeniu DHS i jego funkcjach (Homeland Security Act of 2002), sekretarz departamentu ma nad tą instytucją całkowitą kontrolę.
Pierwszego sekretarza Departamentu Bezpieczeństwa Krajowego mianowano 24 stycznia 2003 roku. Został nim Tom Ridge, były gubernator stanu Pensylwania.